# مهرداد محمدي
مهرداد محمدي (29 سبتمبر 1993 بطهران في إيران - ) هو لاعب كرة قدم إيراني في مركز الجناح يلعب في نادي الاستقلال. شارك مع منتخب إيران تحت 23 سنة لكرة القدم. أما مع النوادي، فقد لعب مع نادي راه آهن وسباهان أصفهان وديبورتيفو داس أيفيس والنادي العربي ونادي السيلية ونادي الاستقلال.

## وصلات خارجية
- مهرداد محمدي على موقع قاعدة بيانات كرة القدم.إي يو (الإنجليزية)
- مهرداد محمدي على موقع ناشيونال فوتبول تيمز (الإنجليزية)
- مهرداد محمدي على موقع Soccerway.com (الإنجليزية)
- مهرداد محمدي على موقع عالم كرة القدم.نت (الإنجليزية)